# Kilkenny
Kilkenny (Кілкенні) — популярна ірландська пивна торговельна марка. Її основний сорт — Kilkenny Irish Cream Ale, ірландський червоний ель, продається у десятках країн світу. Основними ринками збуту за межами Ірландії є Канада та Австралія.
Торговельна марка належить британській корпорації Diageo, одному з найбільших виробників алкогольних напоїв у світі. Назва походить від назви ірландського міста, в якому розташована броварня St. Francis Abbey, основний виробник пива цієї торговельної марки.  Наразі пиво Kilkenny також виробляється на підконтрольних Diageo броварнях в інших ірландських містах — Дандолку та Дубліні.

## Історія
Історія Kilkenny ведеться від 1710 року, в якому Джон Смітвік налагодив випуск пива на території моностиря св. Франциска (St. Francis Abbey) в містечку Кілкенні. Ця броварня, яка наразі є найстарішим діючим пивоварним виробництвом в Ірландії, почала спеціалізуватися на випуску червоних елів, рецептура яких була розроблена ірландськими монахами ще в XIV ст. Продукція броварні стала відомою під назвою Smithwick's, за прізвищем її засновника.
За декілька століть, у 1980-х, в рамках глобалізації світового пивного ринку броварня почала експортувати свою продукцію. На експорт спрямовувся міцніший сорт Smithwick's, який з маркетингових міркувань для реалізації на зовнішніх ринках отримав торговельну назву «Kilkenny», оскільки назва «Smithwick's» вважалася складною для вимови іноземцями. За деякий час назву Kilkenny отримав новий сорт пива броварні, хоча й багато в чому схожий на міцний різновид Smithwick's.

## Різновиди
Основним сортом торговельної марки є Kilkenny Irish Cream Ale, ірландський червоний ель з вмістом алкоголю на рівні 4,3 %.  Випускається в кегах (розливний), а також у жерстяних банках та скляних пляшках. Причому у випадку банок всередині тари знаходяться елементи спеціально розробленої форми, т.зв. віджети (англ. widget), які також використовуються при виробництві пляшок і банок зі стаутами Guinness. За твердженням виробника ці елементи дозволяють при наливанні пива з пляшки/банки відтворити вигляд та смакові якості напою, розлитого з кега. 
Окрім безпосередньо Kilkenny Irish Cream Ale під торговельною маркою Kilkenny випускаються його різновиди:
- Kilkenny 3.5 % — полегшена версія оригінального елю з вмістом алкоголю 3,5 %.
- Kilkenny Strong — міцніша версія оригінального елю з вмістом алкоголю 6,4 %.